# Fuerte de Santa Cruz
El Fuerte de Santa Cruz es uno de los tres fuertes en la localidad de Orán, la segunda mayor ciudad portuaria de Argelia, siendo los otros dos el "Fuerte de la Moune" en el extremo occidental del puerto y el "Fuerte de San Felipe", que sustituyó al antiguo "castillo de los Santos" construido por los españoles, en el centro de Orán. Los tres fuertes están conectados por túneles. El Fuerte de Santa Cruz fue construido entre 1577 y 1604 por los españoles en el Pic d’Aidour encima del Golfo de Orán en el Mar Mediterráneo, a una altitud de más de 400 metros (1.312 pies). En 1831, los franceses ocuparon Orán y este fuerte.
Una pequeña capilla, conocida como la Capilla de Santa Cruz, se encuentra cerca de la fortaleza.
Los otomanos construyeron el primer fuerte en el lugar. Después de que los españoles derrotaron a los otomanos en el Sitio de Orán y Mazalquivir de 1563, reconstruyeron el edificio como el Fuerte de Santa Cruz. Los españoles en Oran gobernaron durante unos 300 años hasta 1792. En el pasado, la fortaleza de Santa Cruz sirvió como sede a los gobernadores de la ciudad de Orán.
La ciudad fortaleza bajo el dominio español continuó creciendo, lo que requirió la ampliación de las murallas de la ciudad.